# Kardinalska imenovanja pape Pija II.
Papa Pio II. za vrijeme svoga pontifikata (1458. – 1464.) održao je 3 konzistorija na kojima je imenovao ukupno 13 kardinala.

## Konzistorij 5. ožujka 1460. (I.)
1. Angelo Capranica, rietijski biskup
2. Berardo Eroli, spoletanski biskup
3. Niccolò Fortiguerra, teanski biskup
4. Alessandro Oliva, O.E.S.A., generalni prior svoga reda
5. Francesco Todeschini-Piccolomini, nećak Njegove Svetosti, apostolski protonotar[a]
6. Burkhard Weisbriach, salcburški nadbiskup, Austrija[b]

## Konzistorij 18. prosinca 1461. (II.)
1. Bartolomeo Roverella, ravenski nadbiskup
2. Jean Jouffroy, O.S.B.Clun., araski biskup, Francuska
3. Jaime Francisco de Cardona i de Aragón, urgelski biskup, Španjolska
4. Louis d'Albret, kahorski biskup, Francuska
5. Giacomo Ammannati-Piccolomini, pavijski biskup
6. Francesco Gonzaga, apostolski protonotar

## Konzistorij 31. svibnja 1462. (III.)
1. Johann von Eych, ajhštetski biskup, Bavarska